# Джейми Лангфорд
Джейми Лангфорд (на английски: Jayme Langford) е американска порнографска актриса от еврейски произход, родена на 13 декември 1987 г. в град Провидънс, щата Род Айлънд, САЩ.

## Личен живот
Имала е интимна връзка с рок изпълнителя Дейв Наваро.

## Награди и номинации
- 2009: Номинация за AVN награда за най-добра нова звезда.[4]

Други признания и отличия
- 2008: Списание Хъслър: момиче на корицата за месец юли.[5]